# 1970–1971-es magyar jégkorongbajnokság
A 34. első osztályú jégkorongbajnokságban hat csapat indult el. A mérkőzéseket 1970. október 31. és 1971. március 25. között a Kisstadionban és a Megyeri úti jégpályán rendezték meg.

## OB I. 1970/1971
|    | Csapat       | M  | GY | D | V  | GK     | Pont |
| -- | ------------ | -- | -- | - | -- | ------ | ---- |
| 1. | Ferencváros  | 20 | 18 | 1 | 1  | 167-52 | 37   |
| 2. | Újpest Dózsa | 20 | 15 | 2 | 3  | 164-56 | 32   |
| 3. | BVSC         | 20 | 12 | 2 | 6  | 100-49 | 26   |
| 4. | Bp. Volán    | 20 | 4  | 2 | 14 | 46-116 | 10   |
| 5. | BKV Előre    | 20 | 4  | 0 | 16 | 50-147 | 8    |
| 6. | Bp. Építők   | 20 | 3  | 1 | 16 | 50-157 | 7    |

## A bajnokság végeredménye
1. Ferencvárosi TC

2. Újpest Dózsa

3. BVSC

4. Budapesti Volán SC

5. BKV Előre

6. Budapesti Építők

## A Ferencváros bajnokcsapata
Bácskai János, Császár András, Deák Miklós, Enyedi Ferenc, Gogolák László, Horváth Zoltán, Kassai György, Kereszty Ádám, Kertész Péter, Korpás Tamás, Kovács Antal, Krasznai János, Mészöly András, Miczkiewicz, Molnár Károly, Muhr Albert, Pintér Gyula, Póth János, Szikra István